# Route nationale 567
Pour les articles homonymes, voir Route 567.
La route nationale 567 ou RN 567 était une route nationale française reliant Grasse à Cannes.
À la suite de la réforme de 1972 et de la modification du tracé de la RN 85, elle a été renumérotée RN 85. Ce parcours a été déclassé en RD 6085.

## Ancien tracé de Grasse à Cannes (D 6085)
- Grasse
- Mouans-Sartoux
- Mougins
- Le Cannet
- Cannes